# Batıcan Aday
Batıcan Aday (* 9. März 1995 in Osmangazi) ist ein türkischer Fußballspieler, der in der Regel auf der Position des Innenverteidigers spielt.

## Karriere

### Verein
Aday wurde 1995 in Osmangazi, einem Landkreis der Provinz Bursa, geboren und begann mit dem Fußballspielen im Alter von elf Jahren in der Jugendabteilung von Bursaspor. Mit 17 Jahren erhielt er dort seinen ersten Profivertrag, spielte jedoch ausschließlich für die Jugend- und Reservemannschaft. Um Spielpraxis zu sammeln, wurde Aday zwischenzeitlich zu den (damaligen) Viertligisten Denizli Büyükşehir Belediyespor und Yeşil Bursa SK ausgeliehen. Sein Debüt in der TFF 3. Lig gab er am 2. April 2014 im Trikot von Denizli Büyükşehir Belediyespor. Im November 2015 wurde sein Vertrag bei Bursaspor aufgelöst, woraufhin er sich im Januar 2016 mit Çatalcaspor einigte.
Nach acht Spielen für Çatalcaspor in der Rückrunde der Saison 2015/16 wechselte er in der Sommerpause 2016 zum Zweitligisten Denizlispor.
Aday konnte sich bei Denizlispor jedoch nicht durchsetzen und wechselte deshalb im Juli 2018 zum Istanbuler Viertligisten Erokspor.

### Nationalmannschaft
Aday durchlief die türkische U-15-, U-16-, U-17- und U-18-Fußballnationalmannschaft. Insgesamt kam er in allen Mannschaften auf 21 Einsätze.